# Миньор (Елшица)
Вижте пояснителната страница за други значения на Миньор.
„Миньор Елшица“ е футболен клуб от село Елшица, състезаващ се в окръжните групи на Област Пазарджик. Отборът е създаден през 1951 г., а първия му треньор е Кирил Георгиев. Макар че мината в с. Елшица вече не работи, отборът продължава да носи това име. Играе срещите си на стадион „Миньор“. Едни от най-добрите играчи за момента са Мирослав Кочев, Лазар Петров и Петър Терзийски. Президент и треньор е Иван Атанасов.

## Представяне в последните десет сезона
- 1999/00 – „А“ ОФГ – 16 място
- 2000/01 – „Б“ ОФГ – 8 място
- 2001/02 – „Б“ ОФГ – 5 място
- 2002/03 – „Б“ ОФГ – 3 място
- 2003/04 – „Б“ ОФГ – 4 място
- 2004/05 – „Б“ ОФГ – 4 място
- 2005/06 – „Б“ ОФГ – 5 място
- 2006/07 – „Б“ ОФГ Север – 6 място
- 2007/08 – „Б“ ОФГ Север – 6 място
- 2008/09 – „Б“ ОФГ Север – 4 място [1]